# Fiat 505
Fiat 505 — легковой автомобиль, выпускавшийся компанией Fiat с 1919 по 1925 год.
505 модель технически близка по устройству к 501 модели, однако её размеры и двигатель заметно больше.
Оснащалась двигателем, объемом 2296, мощностью 30 л.с., что позволяло развивать скорость до 80 км/ч.
Всего произведено 30 428 автомобилей.